# Amt St. Goarshausen

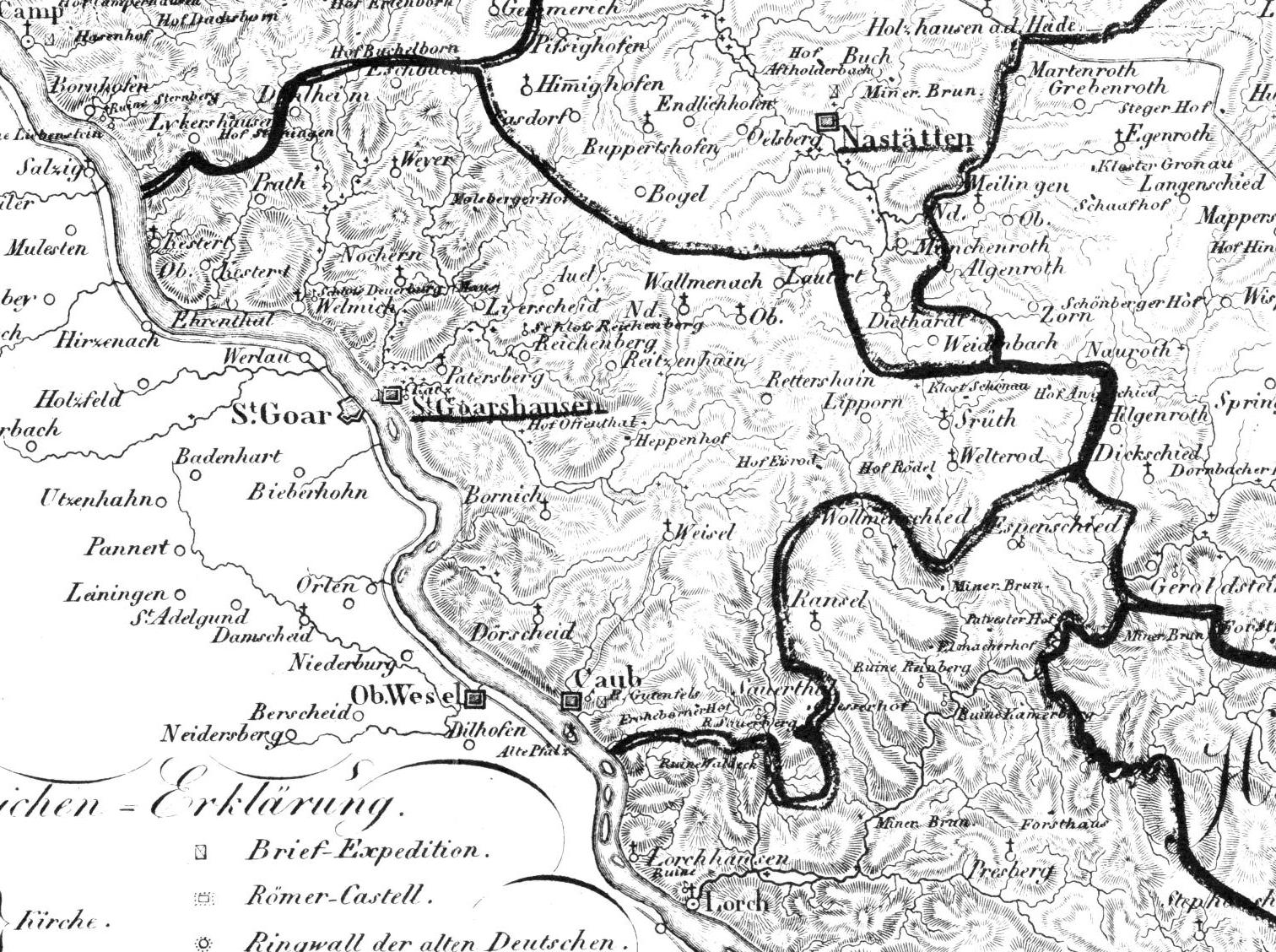
Karte des Amtes St. Goarshausen 1828

Das Amt St. Goarshausen mit Sitz in Sankt Goarshausen war eines von 28 Ämtern im Herzogtum Nassau, das am 1. Juli 1816 im Rahmen einer Neuorganisation der nassauischen Verwaltung neu gebildet wurde. An der Spitze des Amtes stand als örtlicher Statthalter des Herzogs ein Amtmann.

## Geschichte

### Nassau
Zum Amt St. Goarshausen gehörten folgende 27 Ortschaften:
- die ehemals der Niedergrafschaft Katzenelnbogen angehörenden Orte Sankt Goarshausen, Auel, Bornich, Eschbach, Lierschied, Niederwallmenach, Nochern, Patersberg, Reichenberg, Reitzenhain
- die Vierherrischen und danach zur Niedergrafschaft Katzenelnbogen gehörenden Orte Lautert, Oberwallmenach, Rettershain und Weyer
- die bis zum Jahre 1778 Zweiherrischen und danach Nassau-Weilburgischen Orte: Lipporn, Strüth und Welterod
- die ehemals Kurpfälzischen Orte Kaub, Dörscheid, Weisel aus dem Amt Kaub
- die ehemals Trierischen Orte: Dahlheim, Ehrenthal, Niederkestert, Oberkestert, Prath, Wellmich
- der ehemals reichsritterschaftliche, von Pfalz jedoch als solcher bestrittene Ort Sauerthal

1820 bestand das Amt aus 26 Gemeinde-Bezirken, darunter 2 Städten, 1 Flecken, 23 Dörfern und 76 Höfe und Mühlen. Im Amt wohnten 2.302 Familien oder 9.222 Einwohner. Davon waren 6.378 evangelisch, 2.701 katholisch, 26 Mennoniten und 117 Juden.
Ab 1831 nahm das Amt auch die Funktion eines Rheinzollgerichtes wahr.
Im Jahr 1836 wurde das Amt St. Goarshausen wie folgt beschrieben:

„Das Amt St. Goarshausen. Von den 54.787 Morgen des Amtes St. Goarshausen kommen 195 Morgen auf Gebäudestellen, 76 Morgen auf das Gartenland, 23.571 Morgen auf das Ackerland, 3.507 Morgen auf die Wiesen, 1.363 Morgen auf die Weinberge, 20.849 Morgen auf Waldungen, 3.138 Morgen auf Dreschland und Waideplätze und 2.998 Morgen auf nicht besteuerte Liegenschaften. In den 1.745 Wohnhäusern leben in 2.562 Familien 10.556 Menschen, unter welchen 7.274 Evangelische, 3.157 Katholiken. 13 Mennoniten und 112 Juden sind.
   St. Goarshausen, unter 25° 22' 30" Länge und 50° 9' 10" Breite, auf der rechten Seite des Reines, gegenüber von St. Goar, Stadt mit 720 Einwohnern. Ueber dem Orte liegen auf einem Berge die Trümmer der zerstörten Feste Katz oder Neu-Kazenelnbogen.
   Bornich, 1⁄2 Meile südöstlich von St. Goarshausen, Dorf mit 860 Einwohnern.
   Kaub oder Caup, unter 25° 26' Länge und 50° 5' 20" Breite, rechts am Reine, kleine Stadt mit 180 Häusern und 1.480 Einwohnern, die guten Wein bauen. Nordnordöstlich über Kaub, liegt auf einem steilen Berge die zerstörte Burg Gutenfels, die früher Cube hieß, und südlich von der Stadt liegt im Reine, auf einem kleinen Eilande, die alte Pfalz, einst der Pfalzgrafenstein genannt, mit einem tiefen in einen Felsen gebauenen Brunnen.
   Weisel, 1⁄2 Meile nordöstlich von Kaub, etwas über Meilen südöstlich von St. Goarshausen, Dorf mit 730 Einwohnern.
   Wellmich, nordwestlich von St. Goarshausen, rechts am Reine, Dorf mit der ehemaligen Feste Thurnberg, einem Zechenhause, 10 Mühlen und 500 Einwohnern.“

Nach der Märzrevolution 1848 wurde die Verwaltung neu geordnet. Mit Gesetz vom 4. April 1849 wurden in Nassau Verwaltung und Rechtsprechung auf unterer Ebene getrennt. Die Reform trat zum 1. Juli 1849 in Kraft. Für die Verwaltung wurden 10 Kreisämter gebildet, die Ämter als Justizämter (also Gerichte der ersten Instanz) weitergeführt. Die Verwaltungsaufgaben des Amtes St. Goarshausen wurden vom Kreisamt Rüdesheim wahrgenommen, die Rechtsprechung vom Justizamt St. Goarshausen. Die Reform wurde jedoch bereits am 1. Oktober 1854 wieder rückgängig gemacht, die Kreise wieder abgeschafft und die vorigen Ämter wiederhergestellt.

### Preußen
Das Amt St. Goarshausen wurde nach der preußischen Annexion des Herzogtums bei der Gliederung der neuen Provinz Hessen-Nassau in Landkreise am 22. Februar 1867 Teil des Rheingaukreises. Erst im Rahmen dieser Neuordnung werden Verwaltung und Rechtsprechung getrennt. Für die Rechtsprechung in erster Instanz, die bisher durch das Amt vorgenommen wurde, wurde, zunächst die richterlichen Beamte in den Ämtern zuständig und zum 1. September 1867 das Amtsgericht St. Goarshausen gebildet.
Aber auch nach der Kreisgründung bleibt die bisherige Amtsstruktur erhalten. Die Königliche Verordnung vom 22. Februar 1867 regelte, dass „die Amtsbezirke als engere Verwaltungsbezirke in ihrer bisherigen Begrenzung bestehen“ bleiben. Die ehemaligen Ämter bilden die drei Bezirke des Kreises. Gemäß § 13 der Kreisverfassung entsendeten die Bezirke also die ehemaligen Ämter jeweils sechs Vertreter in den neuen Kreistag. Der Amtmann hatte die Aufsicht über die Ortspolizei und Organ des Landrates.
Mit der Verwaltungsreform von 1885/1886 wurden die Ämter endgültig aufgelöst.

## Amtmänner
- 1816–1819: Peter Grüsing
- 1819–1820: Heinrich Ernst Hinzpeter
- 1820–1830: Johann Friedrich Schapper
- 1830–1838: Kaspar Hendel
- 1839–1848: Ludwig Christian Schellenberg
- 1848–1849: Ferdinand Vogler
- 1854–1859: Moritz von Gagern
- 1859–1865: Wilhelm Rullmann
- 1865–1874: Friedrich Müller
- 1874–1886: Julius Adolph Schreiber